# Schneewittchen (Oper)
Schneewittchen ist eine Kammeroper in fünf Szenen, einem Prolog und einem Epilog von Heinz Holliger mit einem eigenen Libretto nach dem Dramolett Schneewittchen von Robert Walser. Sie wurde am 17. Oktober 1998 im Opernhaus Zürich uraufgeführt. Es handelt sich nicht um eine Kinderoper, sondern um eine psychoanalytische Auswertung der Vorgänge des Märchens.

## Handlung
Walser kurzes Drama spielt im Anschluss an die bekannte Handlung des Märchens Schneewittchen. Diese, die Königin, der Prinz und der Jäger unterhalten sich über die Vergangenheit und überlegen, was wirklich passiert ist und wer die Schuld an dem Geschehen trägt. Ihre Ansichten und Interpretationen ändern sich ständig. In der vierten Szene spielen Schneewittchen und der Jäger seinen im Märchen aus Mitgefühl nicht ausgeführten Mordversuch nach. Im Epilog tritt als fünfte Person der König auf. Das Werk endet mit einer allgemeinen Versöhnung.

### Prolog
Im Prolog stellen sich die fünf Charaktere des Märchens dem Publikum vor.

### Erste Szene
Garten; rechts Eingang in das Schloss; im Hintergrund wellige Berge
Als sich die Königin scheinbar besorgt nach der Gesundheit Schneewittchens erkundigt, antwortet diese mit schweren Vorwürfen und erinnert an die mehrfachen Mordversuche ihrer Schwiegermutter: Durch Küsse der Königin gefügig gemacht, habe der Jäger versucht, sie zu erdolchen, und der vergiftete Apfel habe ihr wirklich Schmerzen zugefügt. Die Königin leugnet alles. Sie rät Schneewittchen, zur Erholung an die frische Luft zu gehen und ihr etwaiges früheres Fehlverhalten zu vergessen. Schneewittchen fordert nun den Jäger auf, ihre Erinnerungen zu bestätigen. Der Jäger entgegnet, dass er den Mord damals aus Mitgefühl nicht ausgeführt und stattdessen ein Reh erlegt habe. Schneewittchen erinnert an das intime Verhältnis von Jäger und Königin, das auch der Prinz bestätigt. Die Königin streitet weiterhin alles ab. Sie behauptet, sie habe Schneewittchen immer wie ein eigenes Kind geliebt. Sie solle den Verleumdungen aus dem Märchen keinen Glauben schenken. Schneewittchen traut ihr dennoch nicht. Der Prinz stimmt ihr zu und macht den Vorschlag, in Ruhe über die Vergangenheit nachzudenken. Er führt Schneewittchen in das Schloss. Königin und Jäger bleiben zurück.

### Zweite Szene
Zimmer im Schloss
Der Prinz schildert Schneewittchen in ausschweifenden Worten seine Liebe. Diese fühlt sich durch den Wortschwall jedoch eher überfordert. Sie würde lieber unbekümmert scherzen und tanzen. Bei einem Blick aus dem Fenster erblickt der Prinz fasziniert die Königin und den Jäger beim Liebesspiel im Garten und schildert Schneewittchen alle Details. Sie fühlt sich davon abgestoßen, vergleicht sich mit dem Schnee, der bei der Wärme des Frühlings in die Erde sinkt, und sehnt sich danach, „lächelnd tot“ zu sein. Der Prinz entschuldigt sich dafür, sie dem Sarg entrissen zu haben, in dem sie bereits den ersehnten Frieden gefunden hatte. Er meint, ihr Zorn würde seine Liebe verstärken. Jetzt will er jedoch in den Garten, um Jäger und Königin voneinander zu trennen. Schneewittchen bittet ihn, ihrer Schwiegermutter liebevolle Grüße auszurichten. Sie verzeihe ihr, und der Prinz solle sie in ihrem Namen ebenfalls um Vergebung bitten. Er verspricht, die Königin versöhnt zu ihr zu schicken, und geht ab. Während Schneewittchen wartet, grübelt sie über die Untreue des Prinzen nach.

### Dritte Szene
Als die Mutter ins Zimmer kommt, wirft sich Schneewittchen ihr zu Füßen und bittet um Verzeihung. Sie glaube nicht mehr, dass ihre Stiefmutter sie tatsächlich töten wollte. Ihr Gefühl spreche sie von aller Sünde frei. Argwöhnisch erinnert die Königin Schneewittchen daran, dass sie all diese schlimmen Taten tatsächlich begangen habe. Schneewittchen betrüge sich jetzt selbst. Auch das Märchen berichte schließlich von ihren Verbrechen und nenne sie eine böse Königin. Wahrscheinlich versuche Schneewittchen lediglich, sie zu täuschen. Die Königin schildert nun schonungslos und detailliert ihre damaligen Verbrechen, zu denen sie durch ihren Hass und ihre Eifersucht auf Schneewittchens Schönheit getrieben worden war. Doch dies sei vorbei. Jetzt wolle sie lieben. Sie fordert Schneewittchen auf, den Prinzen als Geliebten anzunehmen. Sie sei ihm trotz seiner bitteren Worte „herzlich gut“.

### Vierte Szene
Der Prinz erklärt der Königin, dass Schneewittchen ihm übelnehme, dass er sie aus dem Sarg gerettet habe. Er ist jetzt nicht mehr an dem Mädchen interessiert, sondern gesteht der Königin seine Liebe. Diese ist verwirrt über seinen plötzlichen Sinneswandel, bittet ihn um Geduld und ruft den Jäger herein. Dieser und Schneewittchen sollen die Szene seines Mordversuchs nachspielen. Als dabei Schneewittchen um Gnade fleht und der Jäger mitleidvoll die Waffe senken will, verlangt die Königin eine Änderung: Der Jäger soll sie jetzt wirklich töten. Erschrocken greift der Prinz ein. Die Königin ruft lachend aus, dass ja alles nur ein Spiel sei. Sie lädt alle zu einem Spaziergang im Garten ein, wo sie beweisen will, dass sie nicht böse ist.

### Fünfte Szene
Garten wie in der ersten Szene
Wie zu Beginn glaubt Schneewittchen, dass ihre Schwiegermutter sie tödlich hasst. Sie sehnt sich wieder nach ihrem ruhigen Leben bei den Zwergen zurück, wo keinerlei Missgunst zu spüren war. Sie bereut, aus freien Stücken in die Heimat zurückgekehrt zu sein. Sogar im Sarg hätte sie mehr Freude als hier gehabt. Die Stiefmutter versucht zunächst, sie zu besänftigen, verliert dann aber die Geduld und ruft den Jäger zu ihrer Unterstützung herbei. Er soll Schneewittchen an ihrer Stelle trösten und ihr vorsichtig ihre Gefühle erklären. Zögernd bekennt Schneewittchen, dass sie ihm glauben wolle, selbst wenn er lüge. Daraufhin erklärt der Jäger die Königin für „frei von Schuld und Schande“. Ihre im Märchen geschilderte Anstiftung zum Mord sei unwahr. Sie habe gar keinen Grund, auf Schneewittchens Schönheit eifersüchtig zu sein, da sie selbst schön sei. Auch habe er sie nie töten wollen, und die Geschichte mit dem giftigen Apfel sei selbst eine giftige Lüge. Er bittet Schneewittchen, die Stiefmutter als Zeichen ihrer Liebe zu küssen. Schneewittchen tut dies.

### Epilog
Als der König mit dem Prinzen und seinem Gefolge aus Edelleuten und Hofdamen hinzukommt, bittet Schneewittchen ihn, den Streit endgültig zu schlichten. Die Königin erklärt ihm jedoch, dass die Liebe bereits gesiegt habe. Ihr einstiger Hass sei lediglich eine flüchtige Laune gewesen. Der König weist darauf hin, dass der Prinz den Jäger schwer beschuldigt habe. Darauf entgegnet Schneewittchen, dass dies nicht stimme. Der Jäger sei ehrenhaft und habe kein Liebesverhältnis mit der Königin. Die Königin und Schneewittchen fordern den Prinzen auf, seine Anschuldigungen fallen zu lassen. Der Prinz kann die Vergangenheit jedoch nicht ruhen lassen. Er zieht sich unsicher zurück. Schneewittchen bittet den Jäger, ihn zurückbringen. Die Königin ist zuversichtlich, dass der Prinz einlenken und seine Beziehung zu Schneewittchen wieder aufnehmen werde. Als sie sich ein weiteres Mal an ihre Schandtaten erinnert, wird sie von Schneewittchen unterbrochen: Nur das Märchen behaupte so etwas, doch niemals sie selbst. Ihre Zweifel seien vorbei. Alle gehen zum Schloss.

## Gestaltung

### Libretto
In Walsers Dramolett geht es um eine Aufdeckung der dem Märchen zugrunde liegenden psychoanalytischen Muster. Der Begriff der „Mutter“ verliert hier seine übliche emotionale Bedeutung. Statt um „Heimeligkeit und Vertrautheit“ behandelt das Stück „Machtstrukturen, Abhängigkeiten, Verletzungen, letztlich existenzielle Einsamkeit“. Die unterschiedlichen Antwortversuche der Figuren stehen dabei „ganz im Sinne der doppelbödigen Ästhetik Robert Walsers“.

### Musik
Holligers Schneewittchen wird gelegentlich mit Helmut Lachenmanns ebenfalls auf einem Märchen basierender Oper Das Mädchen mit den Schwefelhölzern verglichen. In beiden Werken wird „die Natur und Entstehung des instrumentalen Klangs thematisiert“ (Ulrich Schreiber). Anders als Lachenmann mit seiner Ästhetik der Verweigerung besitzt Holligers Oper jedoch eine „aparte Klanglichkeit“, durch die ein „Zauber ganz eigener Art“ entsteht. Harfe, Akkordeon, Glasharmonika und Celesta sorgen für einen „geradezu unwirklichen Überbau“ des Klangs aus Bläsern und solistischem Streichquartett.

### Orchester
Die kammermusikalische Instrumentalbesetzung der Oper enthält die folgenden Instrumente:
- Holzbläser: zwei Flöten (beide auch Altflöte und Piccolo), zwei Oboen (2. auch Englischhorn), drei Klarinetten (2. und 3. auch Bassklarinette), zwei Fagotte (2. auch Kontrafagott)
- Blechbläser: zwei Hörner, zwei Trompeten, zwei Posaunen, Tuba
- vier Pauken, Schlagzeug (vier Spieler): Glockenspiel, Vibraphon, Marimba, Triangel, Röhrenglocken, Crotales, vier Gongs, drei hängende Becken, Beckenpaar, drei Tamtams, vier Tomtoms, vier Bongos, zwei Holztrommeln, Rührtrommel, kleine Trommel, große Trommel, zwei Woodblocks, vier Marimbaphone, Güiro, Geophon, zwei Sandblöcke, zwei Pfannendeckel, zwei Metallblöcke, Waschbrett mit Fingerhütchen, Shell Chimes, Metal Chimes, Glass Chimes, Bamboo Chimes, Peitsche, Glasscherben und Steine in Tongefäß, Papier, Sandpapier auf Tamtam, Wassergong, Windmaschine, Hyoshigi, Ruten, Ratschen, Flexaton, singende Säge, Lotosflöte, Raintree, Amboss, Claves, Brummtopf, Prallstock, Superball
- Harfe
- Celesta
- Akkordeon
- Glasharmonika
- Streicher (solistisch): eine Violine 1, eine Violine 2, zwei Bratschen, zwei Violoncelli, ein Kontrabass

### Musiknummern
In der Beilage zur CD-Einspielung von 1999 sind die folgenden Stücke aufgeführt:
- Prolog
- Szene 1
- Zwischenspiel 1 (Invention)
- Szene 2, erster Teil
- Fughetta (in nomine flumis)
- Szene 2, zweiter Teil
- Zwischenspiel 2
- Quasi Fuga
- Szene 3
- Zwischenspiel 3
- Szene 4
- Zwischenspiel 5
- Szene 5
- Epilog (Choral-Variationen)

## Werkgeschichte
Heinz Holligers Oper Schneewittchen entstand in den Jahren 1997 und 1998 im Auftrag von Alexander Pereira, dem Intendanten des Opernhauses Zürich. Es ist keine Vertonung des bekannten Märchens, sondern basiert auf dem gleichnamigen Dramolett von Robert Walser aus dem Jahr 1901, dessen Text der Komponist für sein Libretto nur geringfügig anpasste. Holliger komponierte die Oper in zwei Schritten: Zuerst notierte er die Singstimmen und anschließend die Partitur für das Kammerensemble.
Die Uraufführung der Oper am 17. Oktober 1998 dirigierte Holliger selbst. Die Inszenierung stammte von Reto Nickler, die Kostüme von Katharina Weissenborn und das Bühnenbild von Hermann Feuchter. Die Solisten waren Juliane Banse (Schneewittchen), Cornelia Kallisch (Königin), Steve Davislim (Prinz), Oliver Widmer (Jäger) und Werner Gröschel (König). Das Werk wurde sowohl vom Publikum als auch von der Kritik gut aufgenommen. Die vier angesetzten Aufführungen waren ausverkauft. In der Kritikerumfrage der Zeitschrift Opernwelt wurde Schneewittchen zur „Uraufführung des Jahres“ gewählt.
Bereits am 28. Oktober desselben Jahres wurde die Produktion als Gastspiel und deutsche Erstaufführung an der Oper Frankfurt gezeigt. Das Opernhaus Zürich nahm sie Jahr 2002 für fünf weitere Vorstellungen mit derselben Solistenbesetzung wieder ins Programm. Am 25. November 2002 wurde sie als österreichische Erstaufführung konzertant im Wiener Konzerthaus gespielt.
2014 gab es am Theater Basel eine Neuinszenierung von Achim Freyer als Regisseur und Bühnenbildner mit Kostümen seiner Tochter Amanda Freyer. Hier sangen Anu Komsi und Esther Lee die Titelrolle bzw. deren in der Inszenierung ergänztes Alter Ego „Schnee-Wittchen“. Maria Riccarda Wesseling sang die Königin, Mark Milhofer den Prinzen, Christopher Bolduc den Jäger und Pavel Kudinov den König.

## Aufnahmen
- 1998 – Heinz Holliger (Dirigent), Reto Nickler (Inszenierung), Orchester des Opernhauses Zürich.
 Juliane Banse (Schneewittchen), Cornelia Kallisch (Königin), Steve Davislim (Prinz), Oliver Widmer (Jäger), Werner Gröschel (König).
 Video, live aus Zürich, Besetzung der Uraufführung.[11]:7232
- Januar 1999 – Heinz Holliger (Dirigent), Orchester des Opernhauses Zürich.
 Studioaufnahme; Besetzung der Uraufführung wie oben.
 ECM 456 287 1715/16 (2 CDs).[11]:7233